# District de Schwende-Rüte
Schwende-Rüte est un district du canton d'Appenzell Rhodes-Intérieures en Suisse.

## Histoire
Le 16 mai 2021, les habitants de Schwende et de Rüte approuvent leur fusion. Cette fusion est validée par la Landsgemeinde le 24 avril 2022 et entre en vigueur le 1er mai 2022,,.